# Víctor Andrés García Belaúnde
Víctor Andrés García Belaúnde (Lima, 6 de junio de 1949) es un abogado, escritor y político peruano. Miembro histórico del partido Acción Popular, fue congresista de la república durante tres periodos (2006-2019) y diputado en dos periodos (1985-1992). Fue candidato presidencial por el Partido Acción Popular a las elecciones generales de Perú que se llevaron a cabo el 9 de abril de 2000 en las cuales quedó en el octavo lugar.

## Biografía
Nació en Lima el 6 de junio de 1949. Es hijo del jurista y expresidente de la Corte Suprema Domingo García Rada y Mercedes Belaúnde Yrigoyen. Es nieto de Víctor Andrés Belaúnde Diez-Canseco y sobrino de Fernando Belaúnde Terry. Sus hermanos son el excanciller José Antonio García Belaúnde (1948-2025) y el constitucionalista Domingo García Belaúnde. Es además tataranieto del expresidente del Perú Pedro Diez Canseco Corbacho.
Estudió en diferentes colegios de Lima: en el Colegio Maristas de San Isidro, en la Inmaculada (jesuita), en el Winnetka y en el San Pablo, un internado británico en Lima.
En 1967, ingresó a la Pontificia Universidad Católica del Perú para estudiar Letras. Pero, el 3 de octubre de 1968, ocurrió el golpe militar de Juan Velasco Alvarado que depuso a su tío, el presidente Fernando Belaúnde Terry. Ese día, junto con otros estudiantes universitarios, enfrentó en las calles a las fuerzas policiales. Suceso en el que casi perdió la vida, según lo destacó, en su momento, la revista estadounidense Life. Debido a ello, García Belaúnde no pudo concluir sus estudios en Lima y viajó a España. Donde estudió Derecho, en la Universidad de Valladolid, en Valladolid, desde 1969 hasta 1974. Estudios que fueron revalidados en la Facultad de Derecho de la Universidad Nacional Mayor de San Marcos en 1975, y recibió el título de abogado.

## Vida política
García Belaúnde se inició en la política cuando, en mayo de 1980, fue nombrado secretario personal de Fernando Belaúnde Terry. Elegido entonces por segunda vez como presidente de la república. Luego, tras la asunción del Gobierno el 28 de julio, fue nombrado secretario del Consejo de Ministros del Perú. Cargo en el que permaneció hasta 1985.

### Diputado
En las elecciones parlamentarias de 1985, fue elegido como diputado de la república, por Acción Popular, con 4,345 votos, para el periodo parlamentario 1985-1990. Luego, fue reelegido en las elecciones parlamentarias de 1990 por el Frente Democrático (alianza que integraba Acción Popular) para el periodo 1990-1995, sin embargo, su cargo fue disuelto debido al autogolpe de Estado decretado por Alberto Fujimori el 5 de abril de 1992. Tras este hecho, García Belaúnde se convirtió en un fuerte opositor de la dictadura fujimorista.
Intentó postular al Congreso de la República por Acción Popular en 1995. Sin embargo, no resultó elegido.

### Candidato presidencial
Para las elecciones generales del año 2000, García Belaúnde se presentó como candidato presidencial de Acción Popular y su plancha presidencial estuvo conformada por Valentín Paniagua y Pedro Morales Mansilla. Durante la campaña, fue crítico a la candidatura de Alberto Fujimori y luego obtuvo el 1 % de la votación popular tras el fraude electoral manejado por Vladimiro Montesinos. Durante la segunda vuelta electoral, mostró su apoyo al candidato Alejandro Toledo de Perú Posible y también participó en la convocada Marcha de los Cuatro Suyos donde condenó la dictadura en varios mítines.

Esta es la respuesta solidaria, contundente, del pueblo libre y soberano peruano que quiere decirle ¡Basta Ya! a la dictadura de Fujimori.
Víctor Andrés García Belaúnde
Candidato presidencial de Acción Popular
Mensaje durante la Marcha de los Cuatro Suyos en junio del 2000.

Entre 2004 y 2009, fue presidente de su partido.

### Congresista de la República
En las elecciones parlamentarias del 2006, volvió al ámbito político al ser nuevamente candidato al Congreso de la República por el Frente de Centro. Obtuvo la tercera votación dentro de la alianza para el periodo parlamentario 2006-2011.
En el 2008, postuló a la presidencia del Congreso sin éxito tras perder contra Javier Velásquez Quesquén. Durante el periodo legislativo 2009-2010, fue vocero de la bancada Alianza Parlamentaria (integrada por Acción Popular y Perú Posible).
En las elecciones generales del 2011, formó parte de la Alianza Perú Posible liderada por Alejandro Toledo. Durante la campaña fue defensor de Toledo y postuló a la reelección congresal, logrando ser reelegido para el periodo 2011-2016.
Fue presidente de la Subcomisión de Acusaciones Constitucionales y vicepresidente de la Comisión de Constitución. También fue presidente de la Comisión de Relaciones Exteriores y representante de la bancada Acción Popular - Frente Amplio.
En las elecciones parlamentarias del 2016, fue nuevamente reelegido congresista por Acción Popular.
En el 2017, cuestionó la adenda al contrato del aeropuerto de Chinchero por ser, según su opinión, lesiva a los intereses del Estado. Tuvo al respecto una fuerte polémica con el entonces vicepresidente y ministro de Transportes y Comunicaciones Martín Vizcarra, a quien calificó como un «vendepatria».
En el 2018 postuló a la presidencia del Congreso encabezando una alianza multipartidaria que quiso poner freno a la hegemonía del fujimorismo en la Mesa Directiva. Pero perdió con una diferencia de catorce votos contra Daniel Salaverry .
El 30 de septiembre del 2019, su cargo parlamentario fue nuevamente interrumpido tras la disolución del Congreso, decretada por el entonces presidente, Martín Vizcarra.
Apoyó al gobierno del expresidente Manuel Merino y fue opositor al gobierno de Pedro Castillo.

## Publicaciones
- Los ministros de Belaúnde 1963-1968/1980-1985 (1988)
- En la oposición. Gestión parlamentaria 85-87 (1989)
- El Ministerio de Defensa en debate (1990)
- Cañete. Ayer y hoy (1992)
- Los ministros de Alan García 1985-1990 (2011)
- El expediente Prado (2014)
- Cartas de guerra y gobierno (2021)
- La intervención del Perú en la controversia de las islas Malvinas (2022)[19]

## Servicio congresal
| Cargos públicos | Cargos públicos | Cargos públicos | Cargos públicos | Cargos públicos     | Cargos públicos          |
| Cargo           | Rama            | Circunscripción | Elegido         | Inicio del periodo  | Fin del periodo          |
| --------------- | --------------- | --------------- | --------------- | ------------------- | ------------------------ |
| Diputado        | Legislativo     | Lima            | 1985            | 27 de julio de 1985 | 26 de julio de 1990      |
| Diputado        | Legislativo     | Lima            | 1990            | 27 de julio de 1990 | 5 de abril de 1992       |
| Congresista     | Legislativo     | Lima            | 2006            | 27 de julio de 2006 | 26 de julio de 2011      |
| Congresista     | Legislativo     | Lima            | 2011            | 27 de julio de 2011 | 26 de julio de 2016      |
| Congresista     | Legislativo     | Lima            | 2016            | 27 de julio de 2016 | 30 de septiembre de 2019 |